# Бразильсько-ліванські відносини

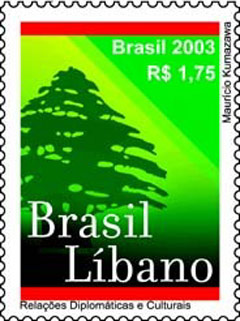
Марка, присвячена бразильсько-ліванським відносинам

Бразильсько-ліванські відносини - двосторонні дипломатичні відносини між Бразилією та Ліваном.
Ліван має посольство в Бразиліа і генеральні консульства в Ріо-де-Жанейро і Сан-Паулу , а Бразилія містить своє посольство в Бейруті. Країни підтримують дружні стосунки, важливість яких пов'язана з історією ліванської імміграції до Бразилії. У Бразилії налічується від 7 до 10 мільйонів людей ліванського походження. Обидві країни – члени Групи 24.

## Історія
У 1877 бразильський імператор Педру II відвідав Бейрут, що входив тоді до складу Османської імперії.
Перші ліванські мігранти прибули до Бразилії в 1882, причому більшість із них були християнами-маронітами з гірського Лівану.
У 1920 Бразилія відкрила консульство в Бейруті, щоб полегшити османську (ліванську) еміграцію до Бразилії.
До 1914 понад 60 000 ліванців іммігрували до Бразилії.
У жовтні 1945 Ліван отримав незалежність від Франції, а в листопаді 1945 Бразилія визнала та встановила дипломатичні відносини з Ліваном.
У 1954 президент Лівану Каміль Шамун відвідав Бразилію з офіційним візитом, ставши таким чином першим главою Ліванської держави, який відвідав цю латиноамериканську країну. Пізніше того ж року обидві країни відкрили посольства відповідно в столицях одна одної.
У період між Першою та Другою світовими війнами до Бразилії прибувала друга хвиля ліванських мігрантів. Остання подібна хвиля ліванської міграції до Бразилії спостерігалася під час Громадянської війни у Лівані, у 1975-1990.
З 2011 бразильські військові розміщені на півдні Лівану серед миротворчих сил ООН ЮНІФІЛ, нині чисельність бразильського контингенту в Лівані становить 1 288 військових і персоналу. З того часу посаду командувача ВМС ЮНІФІЛ обіймають виключно бразильці. У листопаді того ж року бразильський віце-президент Мішел Темер здійснив візит до Лівану. Сам він має ліванське походження і обійняв посаду президента Бразилії у серпні 2016.

## Державні візити
Офіційні візити Бразилії до Лівану
- Віце-президент Мішел Темер (2011)

Візити президентів та прем'єр-міністрів Лівану до Бразилії
- Президент Каміль Німр Шамун (1954)
- Прем'єр-міністр Рафік Харірі (1995, 2003)
- Президент Ільяс Храуї (1997)
- Прем'єр-міністр Наджиб Мікаті (2005)
- Президент Мішель Сулейман (2010)

## Двосторонні угоди
Бразилія та Ліван підписали низку двосторонніх угод, таких як Меморандум про взаєморозуміння щодо політичних консультацій, Угоду про відмову від віз для громадян, які мають дипломатичні службові чи офіційні паспорти, та Угоду про заміну продовжень терміну дії туристичних та ділових віз на відмітки за кордон.

## Торгівля
У 2015 обсяг торгівлі між Бразилією та Ліваном склав 310 мільйонів доларів. Основний експорт Бразилії до Лівану складає м'ясо, кава, цукор, літаки та автомобілі. Основний експорт Лівану до Бразилії включає добрива та свинець. Ліван є 77-м найбільшим торговим партнером Бразилії у світі.